# International Coalition of Medicines Regulatory Authorities
Die International Coalition of Medicines Regulatory Authorities (ICMRA, dt. Internationale Koalition der Arzneimittelbehörden) ist ein freiwilliger Zusammenschluss von Arzneimittelbehörden aus allen Regionen der Welt.
Die Errichtung der Koalition wurde 2012 im Vorfeld der 65. Konferenz der Weltgesundheitsorganisation (WHO) auf einem seitens Brasilien unterstützten Seminar, an dem viele Arzneimittelbehörden teilnahmen, initiiert. Nach Fortsetzung der Diskussionen über eine Zusammenarbeit auf zwei weiteren Veranstaltungen wurde die Koalition 2013 beschlossen, und 2014 nahm sie in Form der ICMRA die Tätigkeit auf. Die ICMRA hat 30 (darunter 5 assoziierte) Mitglieder, die WHO ist als Beobachterin beteiligt (Stand 2020). Aus dem deutschsprachigen Raum halten das deutsche Paul-Ehrlich-Institut und die schweizerische Swissmedic Mitgliedschaften, die österreichische Agentur für Gesundheit und Ernährungssicherheit ist assoziiertes Mitglied. Auf EU-Ebene sind die europäische Arzneimittelagentur (EMA) und das DG Sante der Europäischen Kommission als Mitglieder vertreten. Das Ziel der Koalition ist, die Verfügbarkeit von Arzneimitteln hoher Qualität, Sicherheit und Wirksamkeit weltweit zu erleichtern. Dazu sollen die internationale Zusammenarbeit zwischen den Regulierungsbehörden gefördert und koordiniert werden und ein breiter Informationsaustausch in wissenschaftlichen und regulatorischen Fragestellungen, die gegenseitige Ressourcennutzung sowie Entscheidungsprozesse vorangetrieben werden.
Die ICMRA wird vertreten durch ein Exekutivkomitee bestehend aus dem Vorsitzenden, seinen Stellvertretern und bis zu fünf weiteren Komiteeangehörigen aus den Reihen der ICMRA-Mitglieder. Einen Sitz hat die Organisation nicht. Die Mitglieder treffen sich mehrmals jährlich (per Telefonkonferenz oder in Präsenzveranstaltungen), darunter einmal in Form eines Gipfeltreffens (Summit). Sekretariatsfunktionen werden virtuell und vorübergehend vom jeweiligen ICMRA-Vorsitz wahrgenommen. Als Vorsitzender wurden im Jahr 2019 Guido Rasi von der europäischen EMA (seit November 2020 abgelöst durch Emer Cooke), zu den Stellvertretern Yasuhiro Fujiwara vom japanischen MHLW/PMDA und John Skerritt von der australischen TGA für die dreijährige Amtszeit gewählt.
Das Spektrum der Initiativen und damit verbundenen Aktivitäten beinhaltet Themen wie beispielsweise Informationsfluss, Pharmakovigilanz, Antibiotikaresistenz, Generika, Good Manufacturing Practice (GMP), Fälschungssicherheit und Arzneimittel-Lieferengpässe; seit 2020 ferner COVID-19-Krisenmanagement.